# Marius Dunca
Marius Dunca, né le 19 juillet 1980 à Brașov, est un homme politique roumain membre du Parti social-démocrate (PSD). Il est ministre de la Jeunesse et des Sports depuis 4 janvier 2017.